# Transport floemowy

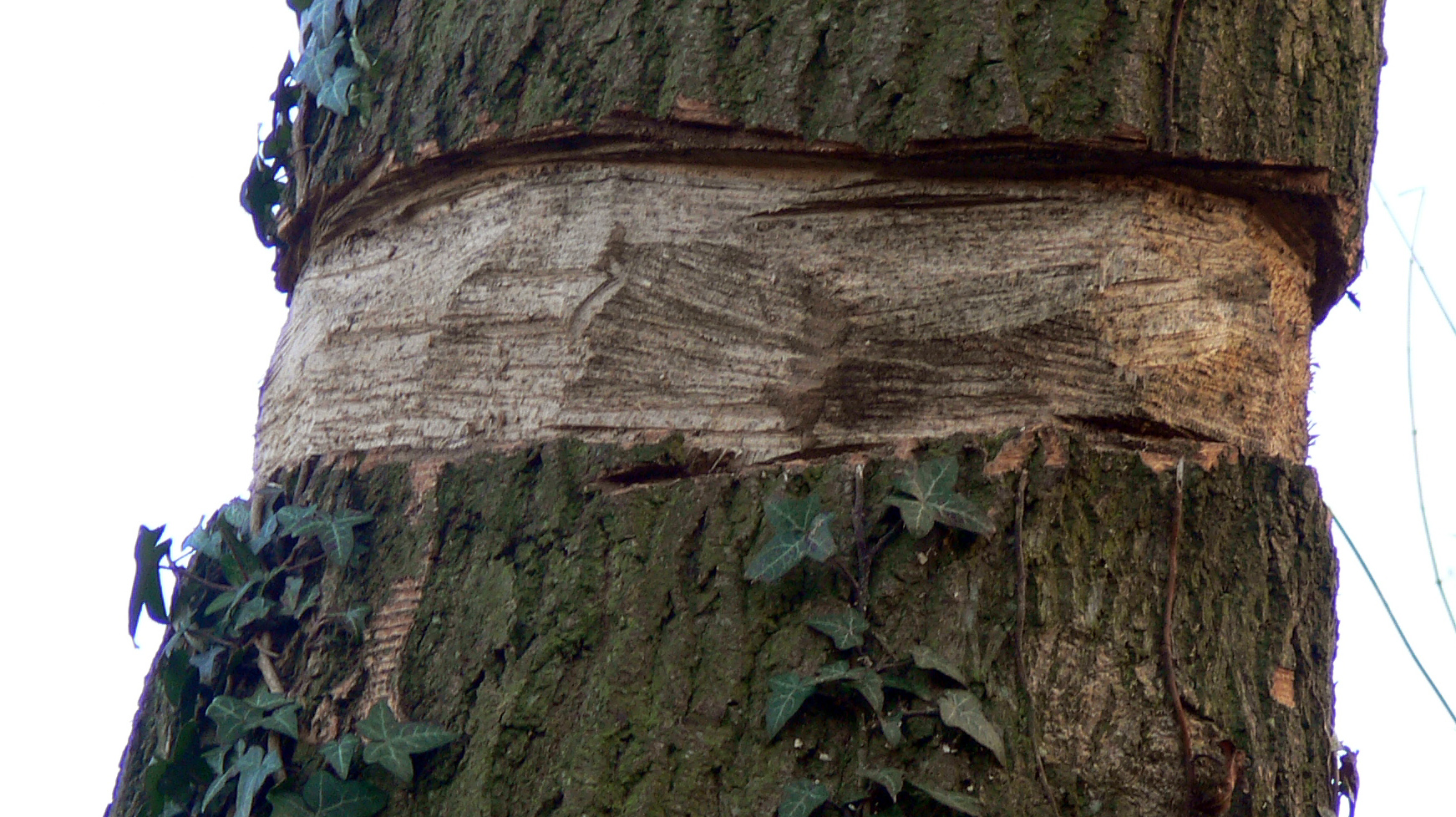
Obrączkowanie polegające na usunięciu kory wtórnej prowadzi do śmierci drzewa. Asymilaty nie mogą być przeniesione do korzeni.

Transport floemowy – podstawowy mechanizm transportu asymilatów na duże odległości przez elementy łyka. Daleki transport asymilatów odbywa się w trzech etapach. W pierwszym etapie nazywanym załadunkiem floemu asymilaty przenoszone są z tkanek donora do rurek sitowych. W drugim etapie odbywa się transport właściwy, czyli przepływ asymilatów. Trzeci etap, nazywany rozładowaniem floemu polega na przeniesieniu asymilatów z rurek sitowych do tkanek akceptora.
Tkanki, z których pochodzą substancje organiczne transportowane floemem nazywane są donorem. Zwykle są to tkanki liścia, jednak dokładne przyporządkowanie funkcji donora poszczególnym organom jest niemożliwe. W początkowym okresie wzrostu młode liście wymagają dostarczenia związków organicznych niezbędnych do budowy organu. Akceptorami są tkanki odbierające związki przenoszone przez floem. Typowymi akceptorami są tkanki korzenia i kwiaty. Niektóre organy pełnią funkcję organu spichrzowego gromadzą asymilaty w określonej fazie rozwoju rośliny, a stają się donorem na kolejnym etapie.

## Załadunek floemu
Przekazywanie asymilatów i innych związków do rurek sitowych odbywa się za pośrednictwem komórek miękiszowych. Przeniesienie związków chemicznych z komórek towarzyszących do rurki sitowej odbywa się na drodze transportu aktywnego i przebiega wbrew gradientowi stężeń. Stężenie w rurkach sitowych może być 10-20 razy wyższe niż komórkach miękiszu. Załadunek odbywa się przez symplast, z wykorzystaniem plazmodesm łączących komórki towarzyszące z rurkami sitowymi oraz apoplastem. Przy drugim sposobie załadunku konieczne jest przeniesienie związków przez plazmolemę dwukrotnie, dlatego ta droga wiąże się ze znacznym zapotrzebowaniem na energię.

## Skład soku floemu
Sok floemu jest wodnym roztworem, związków chemicznych, głównie organicznych. Do 90% suchej masy soku stanowią cukry. Cechą charakterystyczną jest brak cukrów redukujących. Zjawisko to zostało nazwane "heksofobią". Transportowana jest przede wszystkim sacharoza, a także w zależności od gatunki rafinoza, stachioza, werbaskoza, ajugoza. Druga grupą składników soku są polialkohole sześciowęglowe: sorbitol i mannitol. W soku znajdują się także związki azotu takie jak aminokwasy i amidy. U roślin motylkowych formą transportową azotu jest kwas alantoinowy i cytrulina wytwarzane w brodawkach korzeniowych. Pozostałe składniki soku to kwasy organiczne, nukleotydy, ortofosforany, ATP, witaminy, fitohormony.

## Transport na duże odległości
Mechanizm transportu związków w rurkach sitowych nie jest dokładnie wyjaśniony. Powszechnie przyjmuje się sformułowaną przez Ernsta Müncha w roku 1930 hipotezę przepływu masowego. Zgodnie z hipotezą sok floemu przemieszcza się pod wpływem ciśnienia hydrostatycznego, które jest efektem wysokiego stężenia sacharozy w miejscu załadunku i związanego z nim niskiego potencjału wody. W pobliżu akceptora, stężenie sacharozy jest niskie, a potencjał wody wysoki.

## Rozładunek floemu
Rozładunek floemu odbywa się podobnie jak załadunek na drodze transportu aktywnego oraz wbrew gradientu stężeń. Może zachodzić zarówno przez symplast, jak i apoplast. Wszystkie procesy rozładunku wymagają zużycia ATP. Jeżeli akceptorem jest organ spichrzowy rozładunek odbywa się przez apoplast. Na powierzchni ścian komórkowych akceptora lub w cytozolu następuje hydroliza sacharozy i oligosacharydów w wyniku działania inwertazy.